# Хуан Карлос Сарнарі
Хуан Карлос Сарнарі (ісп. Juan Carlos Sarnari, 22 січня 1942, Санта-Фе — 21 квітня 2023, Богота) — аргентинський футболіст, що грав на позиції півзахисника.
Виступав, зокрема, за клуб «Рівер Плейт», а також національну збірну Аргентини.

## Клубна кар'єра
У дорослому футболі дебютував 1959 року виступами за команду «Рівер Плейт», в якій провів вісім сезонів, взявши участь у 147 матчах чемпіонату. Сарнарі був частиною команди, яка ставала віце-чемпіоном Аргентини у 1965 та 1966 роках році і була фіналістом Кубка Лібертадорес 1966 року. Також у цей час один сезон 1963 року провів у складі команди «Уракан».
Згодом 1967 року Сарнарі відправився до Чилі, де грав за клуби «Універсідад Католіка» та «Універсідад де Чилі».
У 1973 році чилійський тренер Франсіско Ормасабаль взяв його до себе у колумбійський «Індепендьєнте Медельїн», дн аргентинець грав до кінця 1974 року, після чого повернувся до «Універсідаду де Чилі».
Сарнарі повернувся до Колумбії в середині 1975 року, щоб виступати за команду «Санта-Фе» з міста Богота. З моменту свого приїзду він зайняв місце в стартовому складі команди і став однією з основних фігур команди, яка наприкінці року стала чемпіоном Колумбії. Наступного року він зіграв з командою і у Кубку Лібертадорес, втім не зумів допомогти команді вийти з групи.
Після успішного етапу в «Санта-Фе», де він був чемпіоном, фігурою та кумиром, Сарнарі повернувся до Чилі на початку 1977 року, ставши гравцем клубу «Депортес Ла-Серена», де і завершив ігрову кар'єру по завершенні сезону.

## Виступи за збірну
1966 року дебютував в офіційних матчах у складі національної збірної Аргентини і був учасником чемпіонату світу 1966 року в Англії, однак з 4-х матчів Аргентини на турнірі Сарнарі не з'являвся в жодному з них.
Наступного року у складі збірної був учасником чемпіонату Південної Америки 1967 року в Уругваї, де разом з командою здобув «срібло». На турнірі він зіграв у чотирьох матчах — з Парагваєм, Венесуелою, Чилі (в якому забив гол) та Уругваєм.
Всього протягом кар'єри у національній команді, яка тривала 2 роки, провів у її формі 7 матчів, забивши 1 гол.

## Подальше життя
У 1978 році Сарнарі пройшов тренерські курси в Аргентинській футбольній асоціації (AFA), після чого повернувся до Колумбії та тренував клуб «Депортес Кіндіо» між 1979 і 1980 роками. Пізніше він був тренером «Санта-Фе» у 1981 році та «Онсе Кальдаса» у 1982 році.
Після своєї нетривалої тренерської кар'єри аргентинець був телевізійним ведучим, а також продавцем автомобілів. Пізніше він познайомився зі своїм співвітчизником і другом Хосе Антоніо Тебесом, який також грав за «Санта Фе» та «Індепендієнте Медельїн», і вони відкрили ресторан у Royal Racquet Club в Боготі, який працював 5 років. Потім вони відкрили ресторан під назвою Аргентинський дім (ісп. Casa Argentina). Ресторан розпочав свою діяльність у 1986 році і працював до 1991 року. Того ж року обидва колишні футболісти відкрили ще один ресторан на півночі міста під назвою La Estancia Chica.

## Досягнення
- Переможець Панамериканського чемпіонату: 1960
- Срібний призер Панамериканських ігор: 1963
- Срібний призер Чемпіонату Південної Америки: 1967

«Санта-Фе»
- Чемпіон Колумбії (1): 1975